# Candimulyo (Kebumen)
Candimulyo is een bestuurslaag in het regentschap Kebumen van de provincie Midden-Java, Indonesië. Candimulyo telt 1662 inwoners (volkstelling 2010).